# Kattisavan (Umeälven)
Kattisavan är en sjö i Lycksele kommun i Lappland som ingår i Umeälvens huvudavrinningsområde. Sjön har en area på 0,247 kvadratkilometer och ligger 265 meter över havet. 
Kattisavan var ursprungligen en ava vid Umeälven, alltså en vik som nästan snörts av till en sjö. När Rusfors dämningsområde kom till höjdes vattenytan i älven så att avans tidigare stränder dämdes över. Vattenståndet i Kattisavan påverkas nu av magasinets reglering. Byn Kattisavan ligger väster därom.

## Delavrinningsområde
Kattisavan ingår i delavrinningsområde (718782-161010) som SMHI kallar för Rinner till Rusfors Dämningsområde. Medelhöjden är 282 meter över havet och ytan är 21,34 kvadratkilometer. Det finns inga avrinningsområden uppströms utan avrinningsområdet är högsta punkten. Avrinningsområdets utflöde Umeälven mynnar i havet. Avrinningsområdet består mestadels av skog (85 procent). Avrinningsområdet har 0,49 kvadratkilometer vattenytor vilket ger det en sjöprocent på 2,3 procent.